# Lasse Norman Leth
Lasse Norman Hansen (Faaborg, 11 februari 1992) is een Deens baan- en wegwielrenner.

## Biografie
Tijdens zijn jeugdjaren was hij reeds een begenadigd baanwielrenner. Dit resulteerde in verscheidene nationale titels in diverse onderdelen. Zo werd hij in 2010 wereldkampioen op de individuele achtervolging. Op de weg bleek hij ook goed uit de voeten te kunnen komen. Zo werd hij in 2009 derde op het WK tijdrijden voor junioren op amper 11 seconden van winnaar Luke Durbridge.
Vanaf 2010 begon hij bij de elites verschillende titels en ereplaatsen te behalen in het baanwielrennen. Zo werd hij Deens kampioen op het omnium, en op de 1 km tijdrit. Op de weg won hij ook elitewedstrijden, zoals een etappe in de An Post Rás en de GP Herning.
Op de Olympische Zomerspelen 2012 in Londen, Groot-Brittannië won Hansen goud op het omnium. Hij was eerder tijdens dat toernooi al vijfde geworden met de Deense ploeg op de ploegenachtervolging.
Na de Olympische Zomerspelen 2012 wilde hij zich meer op het wegwielrennen focussen. Hij werd vanaf 1 januari 2014 prof bij Team Cannondale-Garmin, een Amerikaans UCI World Tourteam.
Op de Olympische Zomerspelen 2016 in Rio de Janeiro, Brazilië behaalde Hansen de bronzen medaille in het omnium. Verder won Hansen met Niklas Larsen, Frederik Madsen, Casper von Folsach en Rasmus Quaade ook nog brons in de ploegenachtervolging.
Anno 2019 rijdt hij bij de Belgische ploeg Corendon-Circus vooral in dienst van Mathieu Van der Poel
Op 26 februari 2020, tijdens het WK baanwielrennen in Berlijn, verbeterde hij samen met Julius Johansen, Frederik Rodenberg Madsen en Rasmus Pedersen, het wereldrecord op de ploegenachtervolging. De Deense ploeg zette het record op 3:46.579. In de finale een dag later wisten ze deze tijd nog aan te scherpen tot 3:44.672 en zo de wereldtitel te winnen. Later dit toernooi won hij met Michael Mørkøv de koppelkoers.
Hansen trouwde op 29 oktober 2022 met wielrenster Julie Leth.

## Palmares

### Zesdaagsen
| Nr. | Jaar | Zesdaagse van | Samen met      |
| --- | ---- | ------------- | -------------- |
| 1   | 2013 | Kopenhagen    | Michael Mørkøv |
| 2   | 2017 | Kopenhagen    | Michael Mørkøv |

### Baanwielrennen
| Jaar     | NK                                                                 | EK                                         | WK                                | OS                              | WB | Overig                    |
| Junioren | Junioren                                                           | Junioren                                   | Junioren                          | Junioren                        | Junioren | Junioren                  |
| -------- | ------------------------------------------------------------------ | ------------------------------------------ | --------------------------------- | ------------------------------- | --- | ------------------------- |
| 2010     |                                                                    |                                            | achtervolging                     |                                 | |                           |
| Elite    |                                                                    |                                            |                                   |                                 | |                           |
| 2010     | omnium · km · afvalkoers · puntenkoers · individuele achtervolging |                                            |                                   |                                 | |                           |
| 2011     | individuele achtervolging · puntenkoers · km · omnium · scratch    | ploegenachtervolging                       |                                   |                                 | |                           |
| 2012     | omnium · ploegkoers · puntenkoers · km                             |                                            | omnium                            | omnium                          | Glasgow: · ploegenachtervolging · achtervolging                                                                                 |                           |
| 2013     | km                                                                 |                                            | omnium · ploegenachtervolging     |                                 | Manchester: · puntenkoers · ploegenachtervolging · Aguascalientes: · ploegenachtervolging                                       |                           |
| 2014     | omnium · ploegkoers                                                |                                            | ploegenachtervolging              |                                 | Londen: · ploegenachtervolging                                                                                                  |                           |
| 2015     | puntenkoers                                                        | omnium · ploegenachtervolging              |                                   |                                 | | Cambridge: · omnium       |
| 2016     |                                                                    |                                            | ploegenachtervolging              | ploegenachtervolging omnium     | Hongkong: · omnium |                           |
| 2017     |                                                                    |                                            |                                   |                                 | |                           |
| 2018     | omnium puntenkoers                                                 |                                            |                                   |                                 | St-Quentin: · ploegkoers · ploegenachtervolging · Milton: · ploegenachtervolging · Berlijn: · ploegkoers · ploegenachtervolging | 3daagse Aigle             |
| 2019     | omnium · scratch · ploegkoers                                      | ploegenachtervolging · ploegkoers · omnium | ploegkoers · ploegenachtervolging |                                 | Minsk: · ploegenachtervolging · ploegkoers · Glasgow: · ploegenachtervolging                                                    |                           |
| 2020     | puntenkoers                                                        |                                            | ploegenachtervolging · ploegkoers |                                 | |                           |
| 2021     |                                                                    |                                            | ploegkoers                        | ploegkoers ploegenachtervolging | | DBCs 3-dagesløb København |
| 2023     |                                                                    |                                            | Ploegenachtervolging              |                                 | |                           |
|          |                                                                    |                                            |                                   |                                 | |                           |
| 2025     |                                                                    | ploegenachtervolging                       |                                   |                                 | |                           |

### Wegwielrennen

#### Overwinningen
2012 - 1 zege
7e etappe An Post Rás
2013 - 1 zege
GP Herning
2015 - 1 zege
5e etappe Ronde van Alberta
2018 - 2 zeges
1e etappe Herald Sun Tour
1e etappe Ronde van Denemarken
2019 - 1 zege
3e etappe Ronde van Denemarken
2024 - 1 zege
Fyen Rundt

#### Resultaten in voornaamste wedstrijden
| Jaar | Ronde van Italië | Ronde van Frankrijk | Ronde van Spanje |
| ---- | ---------------- | ------------------- | ---------------- |
| 2014 |                  |                     |                  |
| 2015 |                  |                     |                  |
| 2016 |                  |                     |                  |
| 2017 |                  |                     | 139e             |
| 2018 |                  |                     |                  |
| 2019 |                  |                     |                  |
| 2020 |                  |                     |                  |
| 2021 |                  |                     |                  |
| 2022 |                  |                     |                  |

| Jaar | Milaan-San Remo | Gent-Wevelgem | Ronde van Vlaanderen | Parijs-Roubaix | Amstel Gold Race | Luik-Bast.‑Luik | E3 Harelbeke |
| ---- | --------------- | ------------- | -------------------- | -------------- | ---------------- | --------------- | ------------ |
| 2014 |                 |               |                      | opgave         |                  |                 | opgave       |
| 2015 | 95e             | opgave        | 112e                 | opgave         |                  |                 | 119e         |
| 2016 |                 |               |                      |                |                  |                 |              |
| 2017 |                 |               |                      |                |                  |                 |              |
| 2018 |                 |               |                      |                | opgave           | opgave          |              |
| 2019 |                 | opgave        | opgave               |                |                  |                 |              |
| 2020 |                 |               |                      |                |                  |                 |              |
| 2021 |                 |               |                      |                |                  |                 | opgave       |
| 2022 |                 | opgave        |                      | 93e            |                  |                 | 70e          |

## Ploegen
- 2011 –  Concordia Forsikring-Riwal
- 2012 –  Blue Water Cycling
- 2013 –  Blue Water Cycling
- 2014 –  Garmin Sharp
- 2015 –  Team Cannondale-Garmin
- 2016 –  Stölting Service Group
- 2017 –  Aqua Blue Sport
- 2018 –  Aqua Blue Sport
- 2019 –  Corendon-Circus
- 2020 –  Alpecin-Fenix
- 2021 –  Team Qhubeka-ASSOS
- 2022 –  Uno-X Pro Cycling Team
- 2023 –  Uno-X Pro Cycling Team
- 2024 –  Team CO:PLAY-Giant Store

2012: Lasse Norman Hansen ·
2016: Elia Viviani  ·
2020: Matthew Walls ·
2024: Benjamin Thomas
2000: Brett Aitken & Scott McGrory ·
2004: Stuart O'Grady & Graeme Brown ·
2008: Juan Curuchet & Walter Pérez ·
2020: Lasse Norman Hansen & Michael Mørkøv ·
2024: Iúri Leitão & Rui Oliveira
Acevedo · van Baarle · Bauer · Brown · Cardoso · Danielson · Dekker · Dennis · Fairly · Farrar · Fernández · Gaimon · Haas · Hansen · Hesjedal · Howes · King · Kreder · Langeveld · Martin · Millar · Morton · Navardauskas · Nuyens · Slagter · Talansky · Vansummeren · Von Hoff · Wegmann · Girdlestone (stagiair) · Mannion (stagiair)
Acevedo · van Baarle · Bauer · Bettiol · Brown · Cardoso · Danielson · Dombrowski · Formolo · Haas · Hesjedal · Howes · T.King · B.King · Koren · Langeveld · Marangoni · Martin · Mohorič · Moser · Navardauskas · Norman Hansen · Skjerping · Slagter · Talansky · Villella · Zepuntke · Bovenhuis (stagiair) · Mullen (stagiair)
Blythe · Brammeier · Christian · Denifl · Dunne · Fenn · Gate · Hansen · Howard · Irvine · Koning · Kreder · Nordhaug · Pearson · Warbasse · Watson
Archbold · Blythe · Brammeier · Christian · Denifl · Dunbar · Dunne · Fenn · Gate · Hansen · Koning · Kreder · Pearson · Pedersen · Warbasse · Watson
Cortjens · De Bondt · Dekker · del Carmen Alvarado · Devolder · Eibl · Fagerhaug · Hansen · Jans · Janssens · Meeusen · Meisen · Merlier · Rickaert · Rouiller · Stallaert · Tulett · Turner · D. van der Poel · M. van der Poel · Vandeputte · van Trijp · Vergaerde · Vermeersch · Walsleben · Benoist (stagiair) · Clé (stagiair)
Armée · Aru · Barbero · Bennett · Brown · Campenaerts · Claeys · Clarke · Dlamini · Frankiny · Gogl · Hansen · Henao · Janse van Rensburg · Lindeman · Nizzolo  · Pelucchi · Power · Pozzovivo · Schmid · Stokbro · Sunderland · Tanfield · Vacek · Vinjebo · Walscheid · Wiśniowski
Abrahamsen · Andersen · Blikra · Charmig · Dversnes · Eg · Gregaard · Gudmestad · Halvorsen · Hansen · Hindsgaul · Holter · Hulgaard · A. Johannessen · T. Johannessen · K. Kulset · S. Kulset · Larsen · Levy · Resell · Saugstad · A. Skaarseth · I. Skaarseth · Sleen · Tiller · Træen · Urianstad · Wærenskjold · Wærsted
Abrahamsen · Andersen · Bendixen · Blikra  · Blume Levy · Charmig · Dversnes · Eg · Fredheim · Gregaard · Gudmestad · Halvorsen · Hindsgaul · Holter · A. Johannessen · T. Johannessen · Kristoff · M. Kulset · S. Kulset · Larsen · Norman Leth · Resell · Sander Hansen · Skaarseth · Tiller · Træen · Urianstad · Wærenskjold